# گرگ مورتنسون
گرگ مورتنسون (Greg Mortenson)، یک سخنران حرفه‌ای، نویسنده، کهنه‌سرباز و کوه‌نورد پیشین اهل آمریکا است. وی یکی از بنیان‌گذاران و رئیس اجرائی پیشین سازمان غیرانتفاعی مؤسسه آسیای مرکزی و همچنین بنیان‌گذار مؤسسه خیریه آموزشی به‌نام پنی برای صلح است.
مورتنسون نویسندهٔ مشترک پرفروش‌ترین کتاب نیویورک تایمز، سه فنجان چای و سنگ‌ها در مدرسه: ترویج صلح با کتاب-ها، نه بمب‌ها، در افغانستان و پاکستان است.
مورتنسون متهم شده بود که اعانه‌های مالی که به مؤسسه آسیایی مرکزی صورت گرفته بود را از نظر مالی درست مدیریت نکرده و همچنین در کتاب‌های خود دروغ گفته است. در ۲۰۱۲ میلادی، پس از یک بررسی از جانب دادستان کل مونتانا، مورتنسون ۱ میلیون دلار را دوباره به مؤسسه آسیای مرکزی پرداخت کرد.

## دوران کودکی
مورتنسون در سنت کلاود، مینه‌سوتا متولد شد. والدین وی که اروین و جیرین نام داشتند، در ۱۹۵۸ میلادی همراه کلیسای لوتران به تانگانیکا (اکنون، تانزانیا) رفتند تا در کوه‌های اسامبارا معلم یک مدرسه دخترانه شوند. اروین در ۱۹۶۱ میلادی جمع‌آوری‌کننده اعانه و رئیس توسعه مرکز پزشکی مسیحی کیلیمانجارو شد، نخستین بیمارستان تدریسی در تانزانیا. جیرین، مؤسس و مدیر مدرسه بین‌المللی موشی بود. مورتنسون که کودکی و نوجوانی خود را در تانزانیا گذراند، به راحتی می‌توانست به زبان سواحلی صحبت کند.
در اوایل دهه ۱۹۷۰ میلادی، زمانی که او ۱۵ سال داشت، مورتنسون و خانواده‌ش تانزانیا را ترک نموده و دوباره به مینه‌سوتا نقل مکان کردند. وی از ۱۹۷۳–۱۹۷۵ میلادی به مدرسه دبیرستان عالی رمزی در روزویل، مینه‌سوتا رفت و از آنجا فارغ‌التحصیل شد.
مورتنسون پس از اتمام مدرسه، از ۱۹۷۵ – ۱۹۷۷ میلادی در ارتش ایالات متحده در آلمان خدمت می‌کرد و مدال ستایش ارتش به وی اعطاء شد. پس از ترخیص از ارتش، وی از ۱۹۷۷–۱۹۷۹ طی یک بورسیه ورزشی (فوتبال) به کالج کنکوردیا در مورهد، مینه‌سوتا رفت.
در ۱۹۷۸ میلادی، تیم کالج کنکوردیا توانست با شکست ۷ بر ۰ تیم فیندلای، اوهایو برنده مسابقات قهرمانی ملی NAIA بخش III شود. مورتنسون در ۱۹۸۳ میلادی با مدرک لیسانس در مطالعات آزاد و فوق دیپلم در پرستاری از دانشگاه داکوتای جنوبی فارغ‌التحصیل شد.

## کارهای بشردوستانه و حرفه

### خاستگاهش در K2

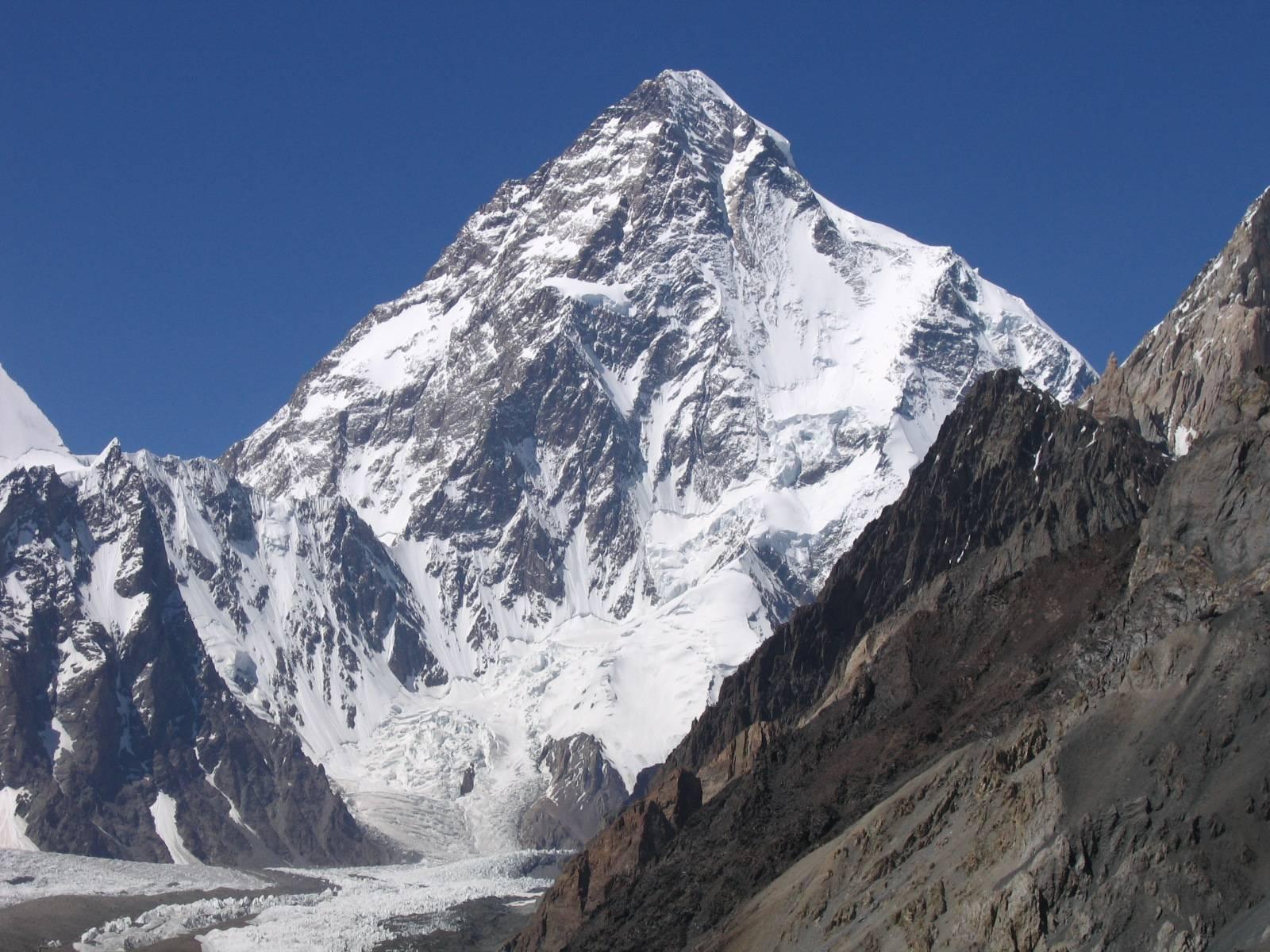
K2

مورتنسون منشأ کارهای بشردوستانه خود را در پر فروش‌ترین کتاب‌ش به‌نام سه گیلاس چای بیان می‌کند. او می‌گوید که در ۱۹۹۳ برای گرامی‌داشت از خواهرش، کریستا، به منطقه شمالی پاکستان رفت تا در دومین قلهٔ بلند روی زمین که کی۲ نام دارد بالا برود. پس از گذراندن ۷۰ روز در کوه‌های که در منطقه قره‌قروم موقعیت دارد، مورتنسون نتوانست به قله برسد. پیش‌تر از آن، مورتنسون و کوه‌نورد همکارش اسکات دارسنی، ۷۵ ساعت را برای نجات زندگی یک کوه‌نورد دیگر به‌نام ایتن فاین گذرانده بودند و این کار آن‌ها را در وضعیت ضعیف‌تری قرار داده بود. پس از عملیات نجات، او از کوه پایین شد و با یک باربر محلی از مردمان بالتی به‌نام مرتضی علی، عازم نزدیک‌ترین شهر شد.
براساس گفته‌های کتاب سه گیلاس چای، مورتنسون می‌گوید که او مسیر را اشتباه کرد و در نهایت به روستایی به‌نام کروپهی رسید. مورتنسون که از نظر جسمی کاملاً خسته، بیمار و در زمان رسیدن در آنجا تنها بود، برخی ساکنان روستای کروپهی از وی تا زمانی که سلامتی خود را به‌دست‌آورد، مراقبت نمودند. برای سپاس‌گذاری از اجتماعی که به وی کمک کرده بود، مورتنسون گفت که در روستا آن‌ها مدرسه‌ای می‌سازد، چون او متوجه شده بود که شاگردان به یک مدرسه دور دست می‌روند و درس‌های خود را در کثافات می‌نویسند.
مورتنسون بعدها در مصاحبهٔ در ۲۰۱۱ اذعان داشت که زمان‌بندی بیان شده در کتاب سه گیلاس چای در رابطه به روستا کروپهی درست نیست و این روی‌داد در واقع به مراتب بعدتر از پایین شدن وی از قله کی۲ و در یک دوره زمانی دیگر و در جریان یک سفر دیگر اتفاق افتاده است.

### سواد در آسیای مرکزی

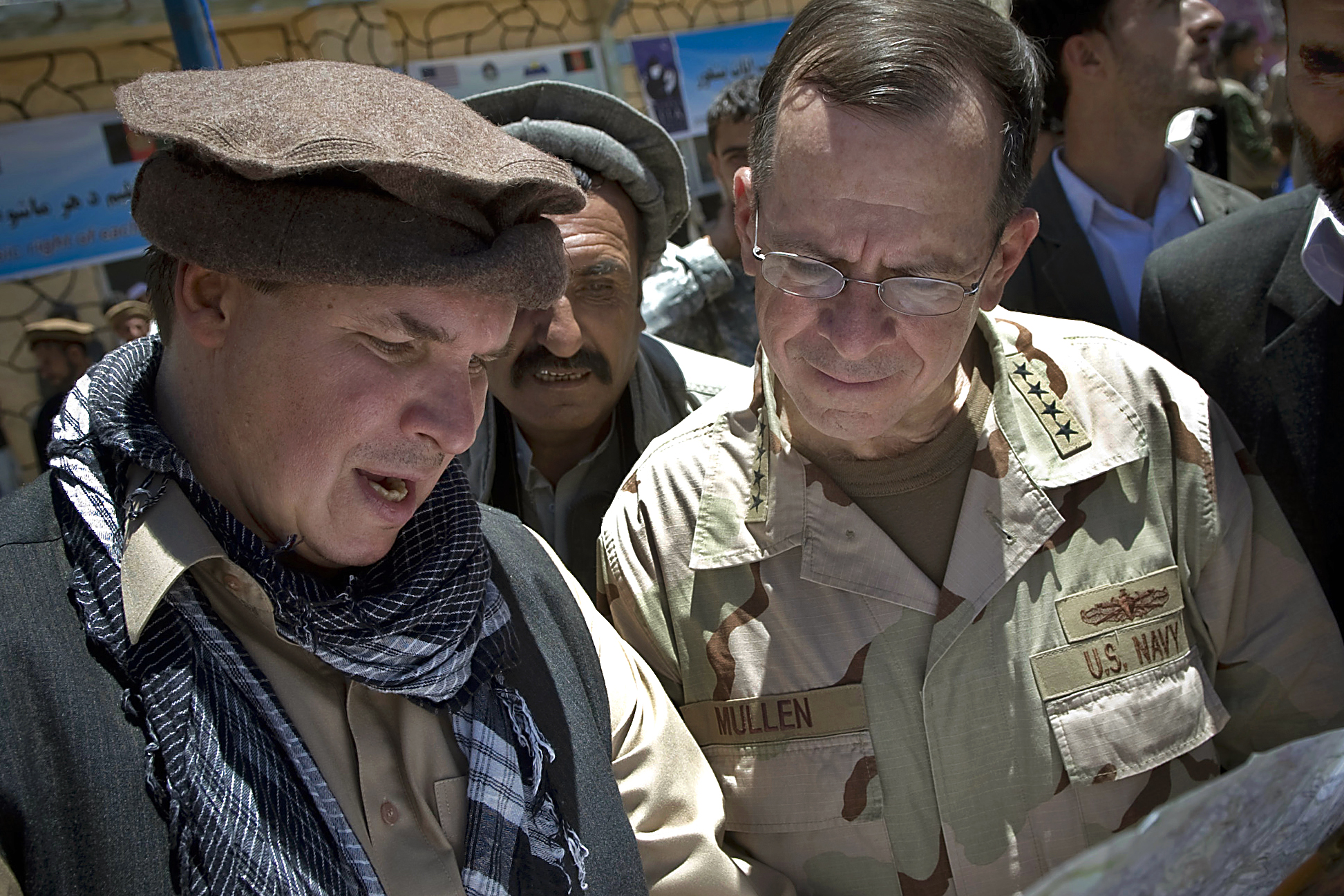
مورتنسون و مایک مولن در افغانستان، سال ۲۰۰۹ میلادی

مورتنسون به‌طور گسترده در مورد اهمیت آموزش و پرورش و سواد برای دختران در سراسر دنیا صحبت نموده و نوشته است. وی همچنین گفته است که سرمایه‌گذاری روی آموزش و پرورش دختران، مهم‌ترین سرمایه‌گذاری است که تمامی کشورها می‌توانند برای ایجاد ثبات، آوردن اصلاحات اجتماعی-اقتصادی، کاهش مرگ و میر نوزادان و انفجار جمعیت و همچنین ارتقای استانداردهای سلامتی، حفظ‌الصحه و بهداشت، انجام دهند. نظر او این است که، «مبارزه با تروریسم» برای «بهبود صلح» چرخهٔ خشونت را ابدی می‌سازد، در حالی‌که به عوض آن اولویت جهانی برای «برقراری صلح» باید از طریق آموزش و پرورش و سوادآموزی، با تأکید بر آموزش دختران، باشد.
کتاب سه گیلاس چای، سفر وی به ولایت مرزی در شمال-غرب پاکستان، از جمله فرار وی از یک درگیری میان جنگ سالاران تریاک افغان در ۲۰۰۳ میلادی، همچنین این‌که چگونه دو فتوا برای آموزش دختران توسط او از جانب روحانیون بنیادگرای مسلمان صادر شد و این‌که چگونه ایمیل‌های نفرت‌انگیز و تهدیدآمیز از هم‌وطنان آمریکایی خود برای کمک کردن به کودکان مسلمان دریافت می‌کرد، را شرح می‌دهد.
بر اساس گزارش ستون‌نویس آپ-اد و دوست مورتنسون به‌نام نیکلاس کریستوف، مدارس که توسط مؤسسه آسیای مرکزی ساخته می‌شوند، حمایت محلی را با خود دارند، چون از سوی اجتماع پذیرفته می‌شوند. آن‌ها توانسته از اقدامات تلافی جویانه از جانب طالبان و سایر گروه‌های که مخالف آموزش دختران هستند، خودداری کنند. همچنین حمایت اجتماع شامل هدیه زمین از طرف مردم، فراهم نمودن کارگران بدون مزد، چوب و منابع می‌باشد.
تا ۲۰۱۴ میلادی، مؤسسه آسیای مرکزی گزارش می‌دهد که بیشتر از ۳۰۰ پروژه را تأسیس یا به‌طور قابل توجه مورد حمایت قرار داده است، از جمله ۱۹۱ مدرسه در مناطق دورافتاده و ناپایدار در پاکستان، افغانستان و تاجیکستان.

## مؤسسه آسیای مرکزی

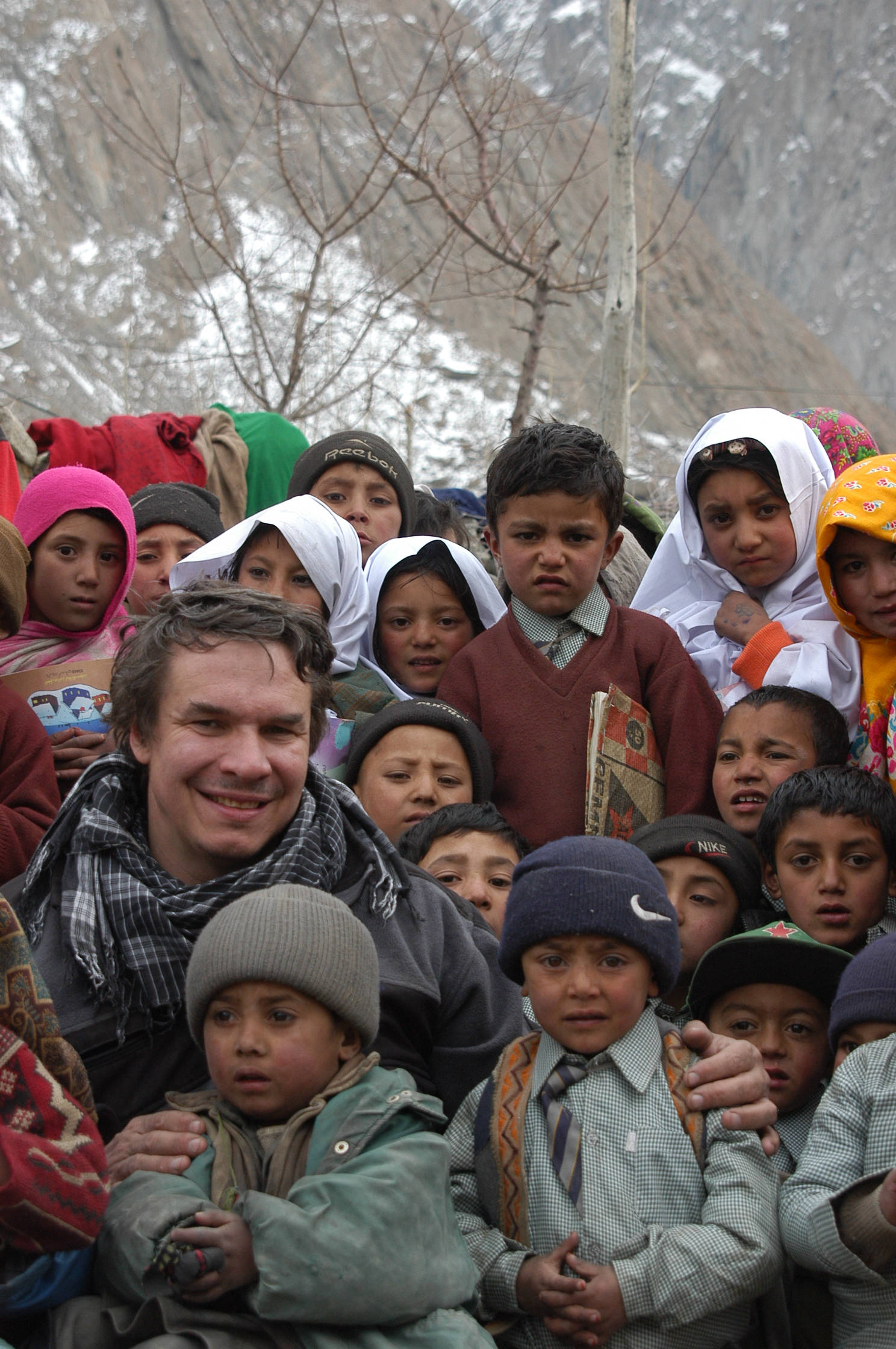
مورتنسون با کودکان در پاکستان در ۲۰۰۶

مورتنسون پس از این‌که برای دریافتن اعانه برای ساختن تعمیر مدرسه کروپهی دچار ناامیدی شد، مبتکر کامپیوتر در سیلیکون‌ولی، ژان هورنی را قانع کرد تا هزینه مالی برای ساخت تعمیر مدرسه کروپهی را تأمین کند.
هورنی که در آن وقت شدیداً بیمار بود، مؤسسه آسیایی مرکزی را بنیان نهاد تا او و دیگران بتوانند از فعالیت‌های مورتنسون، با اعانه‌های که از مالیات معاف است، حمایت نمایند و مورتنسون نخستین رئیس اجرائی این مؤسسه شد. مأموریت این مؤسسه غیرانتفاعی این است تا به ترویج آموزش و پرورش و سوادآموزی، به‌ویژه برای دختران، در مناطق کوهستانی و دور دست پاکستان و افغانستان بپردازد.
گرگ مورتنسون از ۲۰۰۶ تا ۲۰۱۱ میلادی، از طریق رخدادهای سخنرانی عمومی در مکاتب در سراسر ایالات متحده به بازاریابی کتاب خود و همچنین جمع‌آوری اعانه و ترویج آموزش و پرورش برای دختران پرداخت. هزینه‌های سفر وی برای اشتراک در روی‌دادهای سخنرانی عمومی تا اواخر ۲۰۱۰ توسط مؤسسه آسیایی مرکزی پرداخت می‌گردید. مورتنسون پولی را که از مؤسسه دریافت می‌کرد و همچنین حق‌الامتیاز فروش کتاب خود را در بدل خدمات‌ش به عنوان سخنران عمومی شخصاً برای خودش نگه می‌داشت. در ۲۰۰۹ میلادی، کل هزینه تبلیغات کتاب وی، روی‌دادهای جمع‌آوری اعانه و آگاهی‌دهی در مورد آموزش دختران که توسط مؤسسه آسیای مرکزی پرداخت گردید، به ۴٫۶ میلیون دلار می‌رسید.
در آوریل ۲۰۱۲ میلادی و پس از تحقیقات دادستان کل مونتانا که یک سال به طول انجامید، مورتنسون در نهایت توافق کرد تا ۱ میلیون دلار به مؤسسه آسیای مرکزی بپردازد. بررسی مونتانا دریافت که، او بیشتر از ۶ میلیون دلار پول مؤسسه را به‌طور نادرست مصرف کرده بود، هرچند هیچ مسئله جرمی یافت نشد. دادستان کل مونتانا، ستیو بولاک گفت: «آقای مورتنسون ممکن است عمداً هیئت مدیره مؤسسه یا کارکنان خود را فریب نداده باشد، اما بی‌اعتنایی و رفتار وی نسبت به دفترداری ابتدایی و حساب‌داری از فعالیت‌هایش، در حقیقت همان تأثیر را دارد».

## آثار منتشر شده
- Akiner, Shirin; Tidemen, Sander (1998). Sustainable Development In Central Asia. Curzon Press. ISBN 0-312-21931-8.
- Jones, Karen; Mortenson, Greg (2005). The Difference A Day Makes. New World Library. ISBN 1-57731-475-1.
- Mortenson, Greg; Relin, David Oliver (2006). Three Cups of Tea: One Man's Mission to Promote Peace...One School at a Time. Penguin Group. ISBN 0-670-03482-7.
- Mortenson, Greg; (with illustrator) Roth, Susan (January 22, 2009). Listen To The Wind (children's picturebook). Dial. ISBN 978-0-8037-3058-8.{{cite book}}:  نگهداری یادکرد:نام‌های متعدد:فهرست نویسندگان (link)
- Mortenson, Greg; Relin, David Oliver, adapted by Sarah Thomson (January 22, 2009). Three Cups of Tea: The Young Reader's Edition. Dial. ISBN 978-0-8037-3392-3.{{cite book}}:  نگهداری یادکرد:نام‌های متعدد:فهرست نویسندگان (link)
- Mortenson, Greg (December 1, 2009). Stones into Schools: Promoting Peace with Books, Not Bombs, in Afghanistan and Pakistan. Viking. ISBN 978-0-670-02115-4.